# Eleccions generals d'Irlanda del Nord de 1949
Les eleccions generals d'Irlanda del Nord de 1949 es van celebrar el 19 de febrer de 1949 amb una nova incontestable victòria del Partit Unionista de l'Ulster (PUU) de Basil Brooke.

## Resultats
| Partit                | Líder           | Vot popular | %     | Escons | Canvi (de 1949) |
| Partit Unionista      | Basil Brooke    | 237.411     | 62,7% | 37     | +4              |
| Nacionalistes         | James McSparran | 101.445     | 26,8% | 9      | -1              |
| Laboristes            | Hugh Downey     | 26.831      | 7,1%  |        |                 |
| Laborista independent |                 | 7.970       | 2,1%  | 1      | +1              |
| Unionista independent |                 | 2.150       | 0,6%  | 2      |                 |
| Independent           |                 | 2.038       | 0,5%  | 2      |                 |
| Comunistes            |                 | 623         | 0,2%  |        |                 |